# Damerower See
Damerower See är en insjö i det tyska förbundslandet Mecklenburg-Vorpommern. Sjön ligger inom naturparken Nossentiner/Schwinzer Heide, nord-ostlig om orten Neu Damerow i distriktet Ludwigslust-Parchim. Orten givits namn åt sjön. 
Ån Mildenitz flyter genom sjön från öster till väster. Ån avvattnar Damerower See till sjön Goldberger See.
Söder om sjön går förbundsvägen (tyska:’’Bundesstraße’’) B 192 och järnvägen Wismar-Karow.